# 어 패밀리 어페이어
《어 패밀리 어페이어》(영어: A Family Affair)는 2022년 방영된 필리핀의 텔레비전 드라마이다.